# Arthur Saboya
Arthur Saboya (Valença, 5 de julio de 1877 - São Paulo, 11 de diciembre de 1952) fue un ingeniero civil y político brasileño. Ocupó dos veces, de manera interina, la alcaldía de la ciudad de São Paulo en los años 1932 y 1933.